# プロイセン同盟
プロイセン同盟（Preußischer Bund / ポーランド語: Związek Pruski プルシ連合、ドイツ語: Bund vor Gewalt 闘争同盟）は、ドイツ騎士団に対抗することを目的としてプロイセン地方の19の都市と貴族や僧侶53人が合同して1440年3月14日に結成された自治領連合である。この連合は30年間プロイセンのリーダーにより統制され、ハンザ同盟の市（ケーニヒスベルク 、グダニスク、エルブロンク、トルニ）の指揮で結党した。同年4月3日にはさらに7つの都市が加盟した。
1454年、プロイセン同盟はポーランド王国のカジミェシュ4世に対してプロイセンのポーランド帰属を要求した。これを受けたポーランド王カジミェシュ4世はプロイセン編入を宣言したが、これをめぐってドイツ騎士団との間に十三年戦争が始まった。戦争でプロイセン同盟はポーランド側についた。1466年に戦争はポーランド側の勝利で終結し、第二次トルンの和約でドイツ騎士団の本拠地マルボルク城を獲得した。これによって王領プロイセンが成立した。

## 加盟都市
1440年3月14日の連合結成時の20都市
- トルニ
- ヘウムノ
- エルブロンク
- エルブロンク新市街
- グダニスク
- ブラニェヴォ
- クルレヴィェツ（ケーニヒスベルク旧市街／現カリーニングラードの一部）
- クニパヴァ（ケーニヒスベルクのクナイプホーフ地区／現カリーニングラードの一部）
- リプニク（ケーニヒスベルクのレーベニヒト地区／現カリーニングラードの一部）
- グルジョンズ
- ブロドニツァ
- ルバフスキェ新市街
- ルバヴァ
- ラジニ・ヘウミニスキ
- ヴェラヴァ（現カリーニングラード州ズナメンスク）
- アレムボルク（現カリーニングラード州ドゥルジュバ）
- ツュィンテュィ（現カリーニングラード州コルネヴォ）
- シフィェンタ・シェキェルカ（現カリーニングラード州マモノヴォ）
- グロヴォ・イワヴェツキェ

1440年4月3日に加盟した7都市
- グニェフ
- グダニスク旧市街
- ノヴェ
- レンボルク
- ウェバ
- ヘル
- プツク